# H Eridani
Désignations
h Eridani (en abrégé h Eri) est une étoile binaire de la constellation de l'Éridan. Elle est visible à l'œil nu avec une magnitude apparente de 4,59. L'étoile présente une parallaxe annuelle de 18,53 mas mesurée par le satellite Gaia, ce qui permet d'en déduire qu'elle est distante d'environ 54 pc (∼176 al) de la Terre. Elle s'éloigne du Système solaire à une vitesse radiale de +9,9 km/s.
L'étoile primaire, désignée h Eridani A, est une étoile géante rouge de type spectral K1,5 IIIb CN0,5, avec le suffixe « CN0,5 » qui indique que son spectre montre une légère surabondance en radical cyano. C'est une géante du red clump, ce qui indique qu'elle est située à l'extrémité rouge de la branche horizontale et qu'elle génère son énergie par la fusion de l'hélium dans son cœur. L'étoile est 1,2 fois plus massive que le Soleil et, âgée de 4,6 milliards d'années, son rayon s'est étendu jusqu'à devenir 11 fois plus grand que le rayon solaire. Elle est 63 fois plus lumineuse que le Soleil et sa température de surface est de 4 581 K.
Son compagnon, h Eridani B, est une étoile de douzième magnitude. En date de 2016, elle était située à une distance angulaire de 5,4 secondes d'arc et selon un angle de position de 20° de l'étoile primaire.